# Матвеев, Максим Сергеевич
Максим Сергеевич Матвеев (род. 7 апреля 1987 года) — российский и латвийский игрок в хоккей с мячом.

## Карьера
Родился в городе Усть-Илимске, где начал заниматься хоккеем с мячом. Играет в составе КХМ «Лесохимик». 
В 2010 году переходит в КХМ «Восток», выступающий в первой лиге, где проводит 16 игр.
С 2011 года выступает в КХМ «СКА-Нефтяник» из Хабаровска. За четыре сезона провёл 135 игр в Суперлиге и 48 в кубковых встречах.
На чемпионатах мира 2015 и 2016 годов привлекался в латвийскую сборную. В 2015 году в 5 играх за сборную забил 1 гол и сделал 2 результативные передачи.